# Missionshaus St. Michael
Das Missionshaus St. Michael in Steyl ist das Mutterhaus der Gesellschaft des Göttlichen Wortes (Societas Verbi Divini, SVD), eines katholischen Missionsordens, der volkstümlich nach dem Ursprungsort auch Steyler Missionare genannt wird.

## Geschichte
Der Münsteraner Diözesanpriester Arnold Janssen eröffnete am 9. September 1875, in einem alten Wirtshaus an der Maas im limburgischen Dorf Steyl, das Missionshaus St. Michael. Hier wollte Arnold Janssen katholische Missionare ausbilden, damit auch die Katholiken der deutschsprachigen Länder und der Niederlande am Missionswerk der katholischen Weltkirche besser beteiligt sein könnten. Im Steyler Missionshaus wurde zu diesem Zweck eine Lateinschule und ein philosophisch-theologisches Studium eingerichtet. Am 2. März 1879 konnte Arnold Janssen die ersten zwei Missionare, Johann B. Anzer und Josef Freinademetz, die für die Mission in China bestimmt waren, aussenden. Die Aussendungsfeiern mit der Verleihung des Missionskreuzes gehörten jahrzehntelang zum jährlichen Ritual des Missionshauses. Die philosophisch-theologischen Studien wurden 1889 ins neu gegründete Missionshaus St. Gabriel bei Wien verlegt. Das interne Gymnasium bestand bis 1961 im Missionshaus in Steyl. Auch Generalatsleitung blieb 53 Jahre, bis 1928, in Steyl und wurde dann ins neuerrichtete Collegio del Verbi Divini nach Rom verlegt.

## Missionsdruckerei Steyl
In der ordenseigenen Missionsdruckerei des Missionshauses St. Michael wurde ab 1878 jahrzehntelang der Kleine Herz-Jesu-Bote, ab 1900 Steyler Missionsbote genannt, der Michaelskalender (ab 1880), die Stadt Gottes (ab 1878), der Jesusknabe (ab 1926), später Weite Welt genannt, die Jugendzeitschrift 17, sowie die Kleinkinderzeitschrift Pico gedruckt. Auch die seit 1959 vom Steyler missionswissenschaftlichen Institut in Sankt Augustin herausgegebene Steyler Missionschronik, sowie die missionswissenschaftliche Buchreihe Studia Instituti Missiologici Societatis Verbi Divini wurden, bis zur Schließung der ordenseigenen Druckerei im Jahr 2001, in Steyl gedruckt.
Die Ober- und Unterkirche sowie der Friedhof und das Missionsmuseum Steyl des Missionshauses St. Michael sind große Anziehungspunkte für Besucher.